# Wladimir Teritschew
Wladimir Teritschew (russisch Владимир Теричев) ist ein ehemaliger sowjetischer Skispringer.

## Werdegang
Teritschew gab sein internationales Debüt bei der Vierschanzentournee 1971/72. Bis auf Oberstdorf startete er bei allen Tourneestationen. Bestes Einzelergebnis war der 29. Platz auf der Paul-Außerleitner-Schanze in Bischofshofen. Bei der folgenden Vierschanzentournee 1972/73 startete er bei allen vier Springen. Bereits beim Auftaktspringen auf der Schattenbergschanze in Oberstdorf sprang er als 26 unter die besten 30. In Garmisch-Partenkirchen erreichte er mit Rang 23 sein bestes Einzelergebnis seiner Tournee-Laufbahn. Auch in Innsbruck landete er auf einem guten 25. Platz. Nach einem jedoch enttäuschenden 55. Platz in Bischofshofen belegte er am Ende der Tournee nur Rang 29 der Gesamtwertung.

## Erfolge

### Vierschanzentournee-Platzierungen
| Saison  | Platz | Punkte |
| ------- | ----- | ------ |
| 1971/72 | 82.   | 617,0  |
| 1972/73 | 29.   | 769,4  |